# Carib Beer Cup 2005/06
Der Carib Beer Cup 2005/06 war die 40. Saison des nationalen First-Class-Cricket-Wettbewerbes in den West Indies und wurde vom 4. Januar bis zum 10. April 2006 ausgetragen. Gewinner des Wettbewerbes war Trinidad und Tobago. Die Finalrunde der vier bestplatzierten, der Carib Beer Challenge International 2005/06, gewann ebenfalls Trinidad und Tobago.

## Format
Die sechs Mannschaften spielten in einer Gruppe gegen jedes andere Team jeweils ein Mal. Für einen Sieg gibt es 12 Punkte, für eine Niederlage nach Führung nach dem ersten Innings vier Punkte, für einen Sieg nach dem ersten Innings bei einem Remis 6 Punkte, für eine Niederlage  nach dem ersten Innings bei einem Remis 6 Punkte, für eine Absage oder keine Entscheidung im ersten Innings 4 Punkte. Der Tabellenführende nach der Gruppenphase ist der Gewinner des Wettbewerbes. Die vier Erstplatzierten der Gruppe spielten im Halbfinale und Finale den Gewinner des Wettbewerbes aus.

## Resultate

### Gruppenphase
Tabelle
Am Ende der Saison nahm die Tabelle die folgende Gestalt an.
| Team                | Sp. | S | N | R | LWF | DWF | DLF | ND | A | Ded | Punkte |
| ------------------- | --- | - | - | - | --- | --- | --- | -- | - | --- | ------ |
| Trinidad und Tobago | 5   | 2 | 1 | 0 | 0   | 2   | 0   | 0  | 0 | 0   | 36     |
| Barbados            | 5   | 2 | 1 | 0 | 0   | 2   | 0   | 0  | 0 | 0   | 36     |
| Guyana              | 5   | 1 | 0 | 0 | 0   | 2   | 2   | 0  | 0 | 0   | 30     |
| Windward Islands    | 5   | 1 | 0 | 0 | 0   | 0   | 3   | 0  | 1 | 0   | 25     |
| Leeward Islands     | 5   | 0 | 1 | 0 | 0   | 0   | 3   | 0  | 1 | 0   | 13     |
| Jamaika             | 5   | 0 | 3 | 0 | 0   | 2   | 0   | 0  | 0 | 0   | 12     |

Sieg: 12 Punkte; Remis: 4 Punkte

## Halbfinale
In der Finalrunde, dass unter dem Wettbewerbsnamen Carib Beer Challenge International 2005/06 vermarktet wurde, trafen die vier Erstplatzierten der Gruppenphase aufeinander.
| 7. – 10. April Scorecard | Bridgetown | Guyana 211 (88.1) & 316-9d (90.5) | – | Barbados 246 (78.5) & 268-7 (103) |
|                          |            | Remis                             |   |                                   |

| 7. – 10. April Scorecard | Pointe-e-Pierre | Trinidad und Tobago 255 (72) & 416 (116.1) | – | Windward Islands 131 (51.5) & 149 (43.4) |
|                          |                 | Trinidad und Tobago gewinnt mit 391 Runs   |   |                                          |

## Finale
| 15. – 19. April Scorecard | Pointe-e-Pierre | Trinidad und Tobago 340 (133.4) & 266 (83.1) | – | Barbados 270 (98.2) & 211 (87.3) |
|                           |                 | Trinidad und Tobago gewinnt mit 125 Runs     |   |                                  |